# 1130
| 1130               |
| ------------------ |
| Dødsfald - Fødsler |
|                    |

| Gregoriansk kalender | 1130 MCXXX              |
| Ab urbe condita      | 1883                    |
| Armensk kalender     | 579 ԹՎ ՇՀԹ              |
| Kinesiske kalender   | 3826 – 3827 己酉 – 庚戌 |
| Etiopisk kalender    | 1122 – 1123             |
| Jødisk kalender      | 4890 – 4891             |
| Hindukalendere       |                         |
| - Vikram Samvat      | 1185 – 1186             |
| - Shaka Samvat       | 1052 – 1053             |
| - Kali Yuga          | 4231 – 4232             |
| Iransk kalender      | 508 – 509               |
| Islamisk kalender    | 524 – 525               |

Konge i Danmark: Niels 1104–1134
Se også 1130 (tal)

## Født
- Zhu Xi (død 1200).
- Pave Clemens 3., pave fra 1187 til sin død i 1191.